# Jérôme Fenoglio
Jérôme Fenoglio (* 1965 in Frankreich) ist ein französischer Journalist. Fenoglio ist seit Juni 2011 Chefredakteur der Internetredaktion LeMonde.fr und wurde zusätzlich im April 2015 zum Chefredakteur der Tageszeitung Le Monde gewählt.

## Leben
Fenoglio begann 1991 bei Le Monde und hatte seitdem die verschiedensten Funktionen bei der Zeitung inne, insbesondere bei der Internetausgabe der Zeitung. Er begann als Sportreporter, wurde jedoch danach in den Jahren von 1997 bis 1999 im Bereich Gesellschaft tätig. In dieser Zeit wurde er Chef dieses Ressorts. 2005 übernahm er dazu noch das Ressort Wissenschaft. 2007 wurde er stellvertretender Redakteur von Le Monde 2, der Wochenendbeilage der Tageszeitung.
2009 wurde Fenoglio in die Abteilung der grands reporters befördert und im Juni 2011 zum Chefredakteur von LeMonde.fr, der Internetredaktion von Le Monde gewählt. Diesem Posten folgte im Mai 2014 seine Ernennung zum Redaktionsdirektor der Zeitung. Unter seiner Leitung hatte die Abendredaktion die „attraktive“ Morgenausgabe La Matinale für Mobiltelefone entwickelt und ins Netz gestellt.
Im April 2015 entschieden sich die Eigentümer der Zeitung für Fenoglio als Nachfolger der früheren Chefredakteurin Natalie Nougayrède. Fenoglio wird als jemand beschrieben, der im Gegensatz zu seiner Vorgängerin „sowohl leiten als auch kommunizieren kann“. Die Wahl durch die Eigentümer musste noch von mindestens sechzig Prozent der Mitarbeiter bestätigt werden und erfolgte am 30. Juni 2015.